# Ioan Șișman al Bulgariei

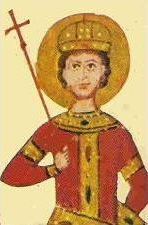
Imagine cu Ioan Șișman copil din Tetraevangelia lui Ioan Alexandru

Ioan Șișman (în bulgară Иван Шишман), (n. 1350, Veliko Tărnovo, Țaratul Vlaho-Bulgar – d. 3 iunie 1395, Nicopole, Țaratul Vlaho-Bulgar) a fost un prinț (hospodar) al Bulgariei în perioada 1371-1395 cu reședința la Târnovo. El s-a născut în jurul anilor 1350/1351 și a fost executat pe 3 iunie 1395.
Ivan Shishman s-a intitulat hospodar (gospodin) în loc de țar. Acest lucru indica vasalitatea față de Imperiul Otoman